# Herzogsdorf
Herzogsdorf ist eine Marktgemeinde in Oberösterreich im Bezirk Urfahr-Umgebung im oberen Mühlviertel mit 2754 Einwohnern (Stand 1. Jänner 2024). Die Gemeinde liegt im Gerichtsbezirk Urfahr.

## Geografie
Herzogsdorf liegt auf einer Höhe von 591 m ü. A. im oberen Mühlviertel. Die Ausdehnung beträgt von Nord nach Süd 8,6 und von West nach Ost 11,6 Kilometer. Die Gesamtfläche umfasst 35,39 Quadratkilometer.

### Gemeindegliederung
Das Gemeindegebiet umfasst folgende Ortschaften (in Klammern Einwohnerzahl Stand 1. Jänner 2024):
- Anzing (2)
- Bogendorf (34)
- Buchholz (96)
- Eidendorf (389)
- Felsleiten (32)
- Freilassing (124)
- Gaisberg (132)
- Gerling (237)
- Grasbach (4)
- Herzogsdorf (502)
- Hilkering (107)
- Hofing (61)
- Koth (155)
- Mahring (12)
- Mühlholz (27)
- Neudorf (106)
- Neußerling (566)
- Oberwallsee (0)
- Stamering (67)
- Stötten (55)
- Wigretsberg (46)

Am 1. März 1875 wurde die Ortschaft Stamering eingemeindet.

### Nachbargemeinden
|                           | Niederwaldkirchen Sankt Veit im Mühlkreis   | Oberneukirchen |
| Sankt Martin im Mühlkreis | Kompassrose, die auf Nachbargemeinden zeigt |                |
| Feldkirchen an der Donau  | Sankt Gotthard im Mühlkreis Gramastetten    | Eidenberg      |

## Geschichte
Ursprünglich im Ostteil des Herzogtums Bayern liegend, gehörte der Ort seit dem 12. Jahrhundert zum Herzogtum Österreich, seit 1490 zum Fürstentum Österreich ob der Enns.
Die ersten urkundlichen Erwähnungen von Herzogsdorf stammen aus den Jahren 1378 (Hertzensdorf), 1457 (Herzelendorf) und 1499 (Herzogstorff), wobei der Ortsname auf den althochdeutschen Personennamen Herizi zurückgeht. Ältere Belege gibt es allerdings für die Ortschaften Hilkering (um 1190), Mahring (um 1220), Neudorf und Neußerling (beide 1264), Stötten (1287) und Koth (1354). Von besonderem Interesse sind dabei die beiden, 3 km voneinander entfernten Ortschaften Neudorf und Neußerling. Der Name Neußerling entspricht der böhmischen Bezeichnung Novosedlo (= „Neusiedlung“) und hat damit die gleiche Bedeutung wie Neudorf. Dieses slawisch-deutsche Namenspaar deutet also auf parallele Gründungen durch deutsch- bzw. slawischsprachige Siedler hin.
Während der Napoleonischen Kriege war der Ort mehrfach besetzt, ist seither wieder bei Oberösterreich.
Nach dem Anschluss Österreichs an das Deutsche Reich am 13. März 1938 wurde Oberösterreich zum Gau Oberdonau. Nach 1945 erfolgte die Wiederherstellung Oberösterreichs.
Am 18. November 2013 wurde die Gemeinde zur Marktgemeinde erhoben.

### Einwohnerentwicklung
Das Wachstum in den letzten Jahrzehnten erfolgte vor allem durch den Geburtenüberschuss.

## Kultur und Sehenswürdigkeiten

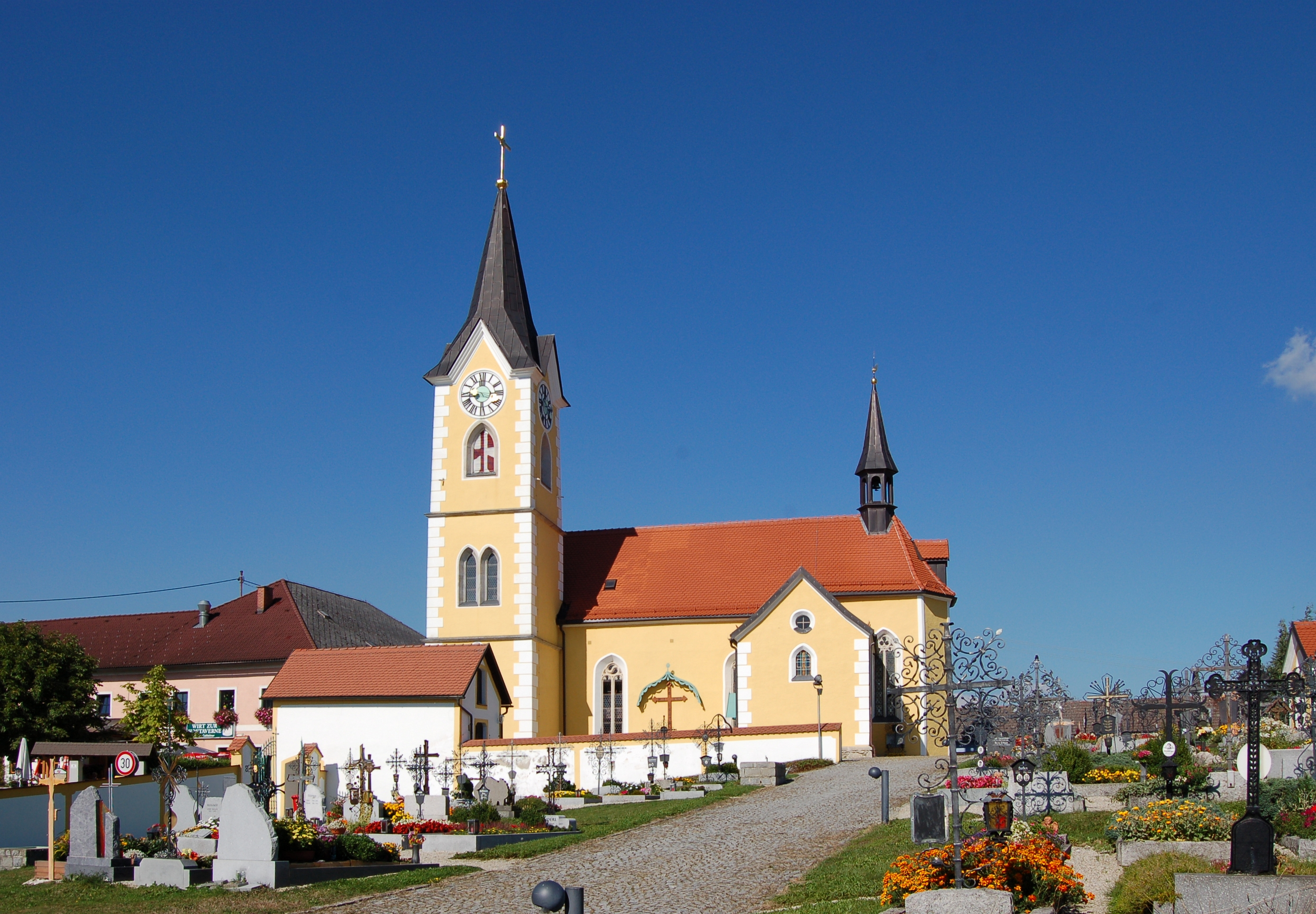
Pfarrkirche Herzogsdorf

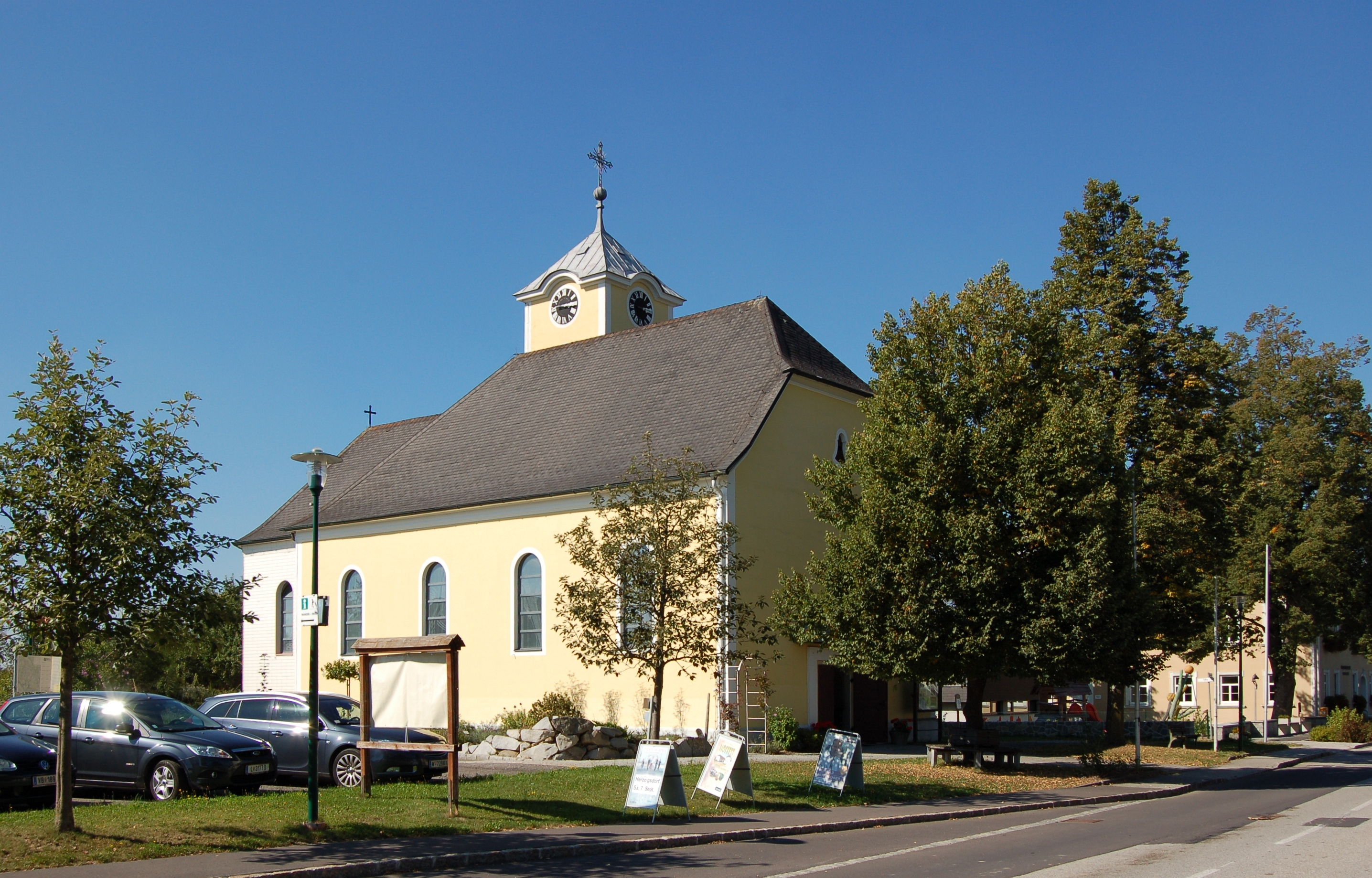
Filialkirche Neußerling

- Burgruine Rotenfels: um 1136 errichtet, nach rund 160 Jahren verlassen, verfiel im Laufe der Zeit
- Schloss Eidendorf
- Katholische Pfarrkirche Herzogsdorf hl. Pankraz
- Filialkirche Neußerling

## Wirtschaft und Infrastruktur
Neben der Landwirtschaft prägen Klein- und Mittelbetriebe die Struktur der Herzogsdorfer Wirtschaft. Dazu zählen traditionelle Handwerks- und Dienstleistungsbetriebe und international tätige Unternehmen.

### Wirtschaftssektoren
Von den 148 landwirtschaftlichen Betrieben des Jahres 2010 waren 75 Haupterwerbsbauern. Diese bewirtschafteten 74 Prozent der Flächen. Im Produktionssektor arbeiteten 43 Erwerbstätige in der Bauwirtschaft, 31 im Bereich Herstellung von Waren und 25 in der Wasserver- und Abfallentsorgung. Die wichtigsten Arbeitgeber des Dienstleistungssektors waren die Bereiche soziale und öffentliche Dienste (56), Handel (44), Beherbergung und Gastronomie (37) und freiberufliche Dienstleistungen (29 Mitarbeiter).
| Wirtschaftssektor            | Anzahl Betriebe | Anzahl Betriebe | Erwerbstätige | Erwerbstätige |
| Wirtschaftssektor            | 2011            | 2001            | 2011          | 2001          |
| ---------------------------- | --------------- | --------------- | ------------- | ------------- |
| Land- und Forstwirtschaft 1) | 148             | 166             | 132           | 98            |
| Produktion                   | 29              | 11              | 99            | 102           |
| Dienstleistung               | 74              | 52              | 209           | 210           |

1) Betriebe mit Fläche in den Jahren 2010 und 1999

### Verkehr
- Öffentlicher Verkehr: Von der Haltestelle Gerling fahren stündlich Züge nach Linz. Von Herzogsdorf und Gerling gibt es dazwischen Busverbindungen.[11]
- Straße: Die wichtigste Straßenverbindung ist die Rohrbacher Straße B127, die durch den Westen der Gemeinde verläuft.

### Sport
Die Sportunion Herzogsdorf – Neußerling wurde 1969 gegründet. Mit Fußball, Tennis, Stocksport, Schi, Turnen, Mountainbike, Bogenschießen und Volleyball betreibt der örtliche Sportverein 8 Sektionen. Die Fußballmannschaft der Union Herzogsdorf – Neußerling spielt aktuell in der 2. Klasse Nordwest und trägt ihre Heimspiele im heimischen SUHN-Park im Herzogsdorfer Sportzentrum aus.

## Politik

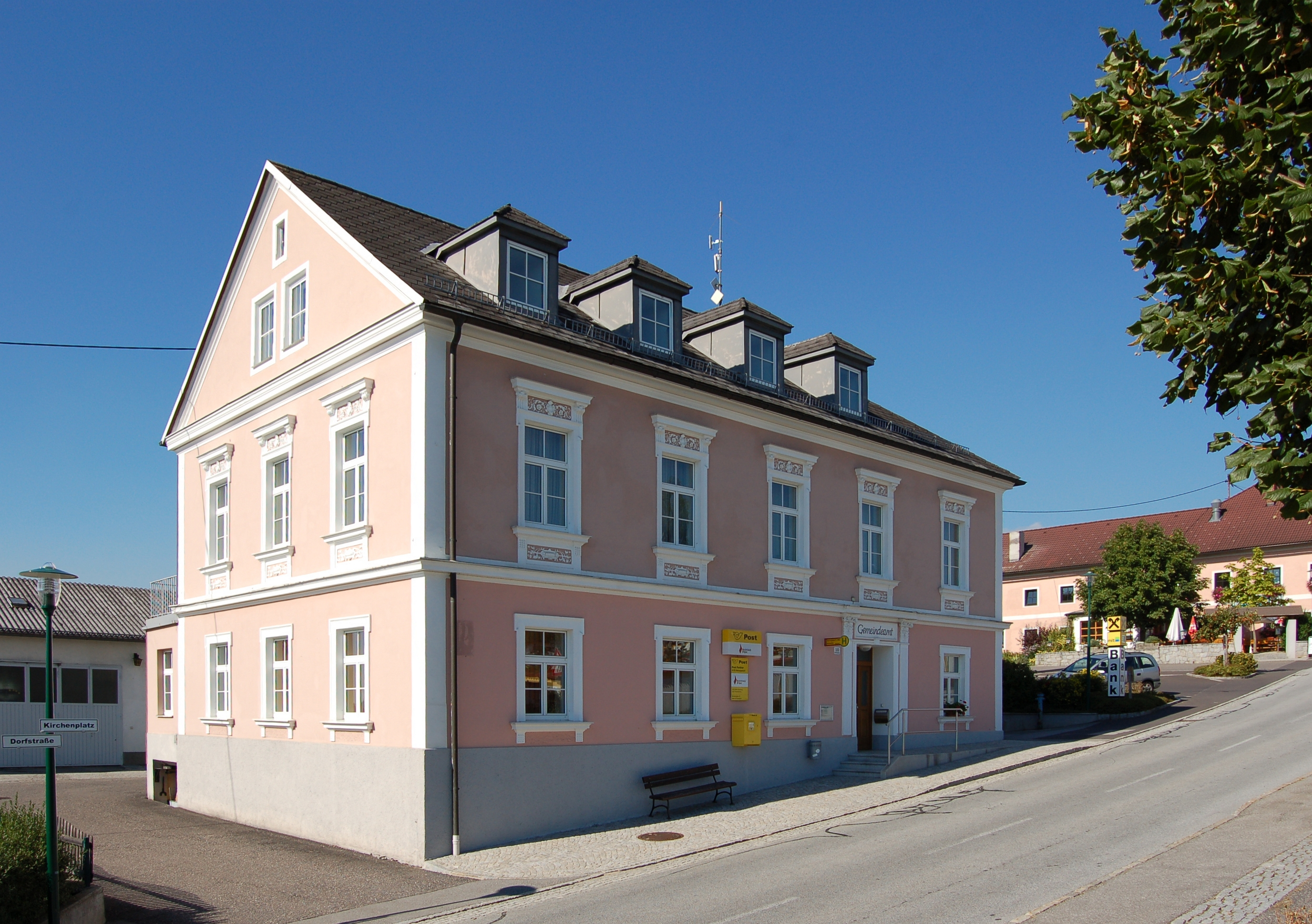
Gemeindeamt

### Gemeinderat
Der Gemeinderat besteht aus 25 Mitgliedern.
- Mit den Gemeinderats- und Bürgermeisterwahlen in Oberösterreich 1997 hatte der Gemeinderat folgende Verteilung: 18 ÖVP, 4 SPÖ und 3 FPÖ.[12]
- Mit den Gemeinderats- und Bürgermeisterwahlen in Oberösterreich 2003 hatte der Gemeinderat folgende Verteilung: 18 ÖVP, 6 SPÖ und 1 FPÖ.[13]
- Mit den Gemeinderats- und Bürgermeisterwahlen in Oberösterreich 2009 hatte der Gemeinderat folgende Verteilung: 18 ÖVP, 5 SPÖ und 2 FPÖ.[14]
- Mit den Gemeinderats- und Bürgermeisterwahlen in Oberösterreich 2015 hatte der Gemeinderat folgende Verteilung: 17 ÖVP, 5 FPÖ und 3 SPÖ.[15]
- Mit den Gemeinderats- und Bürgermeisterwahlen in Oberösterreich 2021 hat der Gemeinderat folgende Verteilung: 16 ÖVP, 5 SPÖ und 4 FPÖ.[16]

### Bürgermeister
Bürgermeister seit 1850 waren:
Stammering (bis zur Eingemeindung 1875)
- 1850–1855 Georg Mittermayr
- 1855–1861 Joseph Panholzer
- 1861–1864 Leoplod Burgstaller
- 1864–1870 Georg Reiter
- 1870–1873 Cajetan Rath
- 1873–1875 Leopold Kaiser

Herzogsdorf
- 1850–1858 Josef Dail
- 1858–1861 Mathias Pichler
- 1861–1867 Lorenz Rath
- 1867–1873 Franz Kaimberger
- 1873–1878 Josef Rechberger
- 1878–1884 Franz Luger
- 1884–1891 Florian Weinzierl
- 1891–1905 Michael Hartl
- 1905–1908 Michael Wagner
- 1908–1911 Franz Lueger
- 1911–1919 Mathias Schürz
- 1919–1924 Leopold Hauder
- 1924–1938 Martin Roither
- 1938–1942 Alfons Fenk
- 1942–1945 Franz Lehner
- 1945–1949 Rudolf Schierz
- 1949–1955 Franz Lehner
- 1955–1967 Johann Gahleitner
- 1967–1990 Josef Mahringer
- 1990–2003 Karl Kraml
- seit 2003 Alois Erlinger (ÖVP)

### Wappen
Blasonierung: In Grün unter zwei goldenen Arnikablüten ein Herzogshut. Die Gemeindefarben sind Grün-Gelb-Grün.

### Gemeindepartnerschaften
- seit 1975  Tourouvre im Département Orne, Frankreich
- seit 2012  Mezőfalva im Komitat Fejér, Ungarn

## Persönlichkeiten

### Söhne und Töchter der Gemeinde
- Vinzenz Hartl (1872–1944), Abt des Stiftes Sankt Florian 1920–1944
- Andreas Schöggl LC (* 1974), am 15. März 2012 ernannter Ordensprovinzial (Territorialdirektor) für Mittel- und Westeuropa der Legionäre Christi